# إبراهيم مصطفى الموصلي
إبراهيم بن مصطفى الموصلي، وهو من علماء الموصل، وولد فيها في عهد الدولة العثمانية عام 1232هـ/1816م، ونشأ بها ودرس على علمائها حتى تخرج عليهم، وقدم إلى بغداد وأستوطنها، وشغل منصب كاتب العساكر النظامية في جيش الدولة العثمانية، وبقي مدة طويلة في وظيفته، وهو سلفي العقيدة، ومن المتأثرين بالدعوة الإصلاحية للإمام محمد بن عبد الوهاب، وكان ذا فضل وافر ومعرفة بالعقائد وأصول الفقه، وعنده معرفة بالجرح والتعديل، وقد درس عليهِ مجموعة من علماء بغداد منهم العلامة محمود شكري الآلوسي، والشيخ عبد المجيد أفندي خطيب جامع الإمام الأعظم في الأعظمية، وكان إبراهيم الموصلي شديد التعلق بمدينته الموصل ويحب أهلها ويراها أحسن البلاد ويجادل في ذلك، وكان سخياً كريم النفس يحب ضيوفه ويأنس بهم.
ولهُ مؤلفات ومخطوطات كثيرة عفا عليها الزمن، ولم يبقَ منها سوى القليل، ومنها كتاب (حاشية على شرح السراجية)، للشريف الجرجاني.

## وفاته
ولقد أصابه الفالج والشلل ثم أبل منه، وعاوده مرة أخرى، وتوفي صباح يوم الثلاثاء 4 ربيع الأول 1312هـ/ 4 أيلول 1894م، ودفن في مقبرة الخيزران، بجوار جامع الإمام الأعظم.